# Mordella v-aureum
Mordella v-aureum là một loài bọ cánh cứng trong họ Mordellidae. Loài này được Lea miêu tả khoa học năm 1902.